# Movimento Islamico del Tagikistan
Il Movimento Islamico del Tagikistan è un gruppo terroristico presente in Tagikistan. Nato dalla costola del Movimento Islamico dell'Asia centrale (IMCA, Islamic Movement of Central Asia). Alleati del gruppo Al Qaida e del Movimento Islamico dell'Uzbekistan.